# 西脇英夫
西脇 英夫（にしわき ひでお、1943年11月9日 - 2021年6月4日）は、日本の映画評論家・漫画原作者・小説家・脚本家。東京都出身、日本大学芸術学部卒。

## 経歴
1965年に大学卒業後、CFプロダクション勤務、雑誌『東京25時』（アグレマン社）の編集部を経てフリーとなる。以後、『キネマ旬報』（キネマ旬報社）、『映画批評』（新泉社）などの映画雑誌に映画評論のコラムを発表。現在でも『キネマ旬報』でコラムを発表している。
漫画原作を手掛ける際は、主に『東史朗』名義で活動している。また、清彗社の漫画情報誌『だっくす』1978年9・10月号から改名後の『ぱふ』1979年9月号まで、『B級劇画講座』というコラムを連載していた（西脇英夫名義）。
その他、脚本家として『西部警察』などの脚本を手がけたり、小説家としての活動も行っている。小説は『机宙人』名義で発表することがある。
2021年6月4日、胃がんのため東京都大田区の病院で死去、77歳没。

## 著書

### 映画評論
- アウトローの挽歌 -黄昏にB級映画を見てた-（白川書院、1976年）
- 日本のアクション映画 -裕次郎から雷蔵まで-（社会思想社、1996年）※「アウトローの挽歌」改題
- 映画より面白い -読んで観ろ! 必読原作セレクト100-（キネマ旬報社、2000年）

### シネアルバム
- 日本映画〈1976 1975年公開日本映画全集〉 佐藤忠男,山根貞男, 西脇英夫 (編) 1976年
- 日本映画〈1977 1976年公開日本映画全集〉 佐藤忠男,山根貞男, 西脇英夫 (編) 1977年
- 日本映画〈1978 1977年公開日本映画全集〉 佐藤忠男,山根貞男, 西脇英夫 (編) 1978年

### 小説

#### 西脇英夫名義
- 浪人無宿（コスミック出版、2005年）
- 浮世の剣（コスミック出版、2006年）

#### 机宙人名義
- 柳生暗殺秘録（KKロングセラーズ、1997年）
- 島原メシア戦記（KKロングセラーズ、1997年）
- 薩摩が背いた!（コスミックインターナショナル、1998年）
- 本願寺の謀略（KKロングセラーズ、1998年）

## 漫画原作

### 東史朗名義
- マスコミゲリラ（画：長谷川法世、ヤングコミック、少年画報社、全2巻）※単行本は白夜書房発行
- セーラー服怨歌（画：中野喜雄、週刊漫画ゴラク、日本文芸社、全1巻）
- 牙拳（画：かわぐちかいじ、週刊漫画TIMES、芳文社、全5巻）※単行本は後に日本文華社（全12巻）、勁文社（全8巻）、コスミックインターナショナル（全3巻）からも発行
- 地獄の戦鬼（画：前田俊夫、漫画エロトピア、KKベストセラーズ、全3巻）※雑誌掲載時のタイトルは『タクシードライバー』。単行本は芳文社発行
- 花と襟章（画：中野喜雄、週刊漫画ゴラク、日本文芸社、全8巻）
- 鷺師（画：神田たけ志、漫画サンデー、実業之日本社、全1巻）※単行本は後に竹書房からも全3巻で発行
- 与太ごろ（画：永松潔、漫画パンチ、芳文社、全4巻）
- 悪少女（画：小川保雄、週刊漫画ゴラク、日本文芸社、全2巻）
- 夜叉（画：川崎三枝子、週刊漫画TIMES、芳文社、全3巻）
- 兄妹刑事（画：成沢功、週刊漫画TIMES増刊、芳文社、全2巻）
- 反逆児（画：松森正、日本文芸社、全1巻）※単行本は後に松文館からも全1巻で発行。こちらは西脇英夫名義
- 刑事ごろ（画：小森一也、芳文社、全1巻）
- 私設新宿警察（画：緒方恭二、芳文社、全2巻）
- OH!バンケットギャル（画：れい横須賀、週刊女性、主婦と生活社、全1巻）※単行本は佐藤プロ発行
- 魔性の女（画：成沢功、芳文社、全3巻）
- そこそこ草野球（画：ありま猛、双葉社、全1巻）
- ターンマークの鷹（画：ダイナマイト鉄、週刊漫画ゴラク、日本文芸社、全2巻）
- 悪漢ゴリラ（画：ももなり高、芳文社、全2巻）
- 暴拳（画：みね武、芳文社、全1巻）
- オビ屋稼業（画：向後つぐお、松文館、全1巻）
- ウォーリアーズ（画：永松潔、松文館、全2巻）
- バンザイお料理パパ（画：やまだ三平、まんがタイム、芳文社、全5巻）
- 味なおふたり（画：藤みき生、芳文社、全11巻）
- ほおずき（画：嶺岸信明、劇画麻雀時代、笠倉出版社、全2巻）※単行本は竹書房発行
- 鑑識刑事（画：近藤洋助、スコラ、全4巻）
- 新・味なおふたり（画：藤みき生、芳文社、全3巻）
- 美味しいふたり（画：藤みき生、コスミックインターナショナル、全7巻）
- 釣ったら食わせろ!（画：藤みき生、つりコミック、辰巳出版、全1巻）※単行本は綜合図書発行
- マンガ霞が関埋蔵金（作：高橋洋一、画：シュガー佐藤、晋遊舎、全1巻）※脚色を担当

### 西脇英夫名義
- 極道記者（作：塩崎利雄、画：みね武、芳文社、全3巻）※脚色を担当
- 欲望地獄（画：みやぞえ郁也、芳文社、全1巻）
- 親子で読めるマンガ武士道入門（作：新渡戸稲造、画：小川保雄、PHP研究所、全1巻）※脚本を担当

## 脚本
- レイプハンター 狙われた女（東史朗名義）
- 愛獣 赤い唇
- 西部警察 PART-II（第38話）
- 西部警察 PART-III（第35話、第53話）